# Stigmatopteris tyucana
Stigmatopteris tyucana är en träjonväxtart som först beskrevs av Giuseppe Raddi, och fick sitt nu gällande namn av Carl Frederik Albert Christensen. Stigmatopteris tyucana ingår i släktet Stigmatopteris och familjen Dryopteridaceae. Inga underarter finns listade.